# José Turón y Prats
 (février 2025).
Pour les articles homonymes, voir Prats.
José Turón y Prats, né à Barcelone le 24 février 1804 et mort à Madrid le 18 février 1876, est un militaire espagnol.